# الكسندر بيندر
الكسندر بيندر (بالألمانية: Alexander Binder)‏ هو منتج أفلام ومصور سينمائي ومخرج نمساوي، ولد في 1969 في النمسا.

## وصلات خارجية
- الكسندر بيندر على موقع IMDb (الإنجليزية)
- الكسندر بيندر على موقع ألو سيني (الفرنسية)
- الكسندر بيندر على موقع قاعدة بيانات الفيلم (الإنجليزية)